# 中央政府
中央政府（ちゅうおうせいふ、英: Central government）は、内閣や連邦政府といった国全体の事柄を扱う統治機構。地方政府や州政府などと対比される概念である。
単に政府という場合には「中央政府」の用語・概念として用いられる。なお、連合国においての「中央政府」は一つ一つの「国」の政府と対比される。
例えば、日本の中央政府は日本国政府、アメリカ合衆国の中央政府はアメリカ合衆国連邦政府（英: Federal government of the United States）、イギリスの中央政府はイギリス政府（英: Government of the United Kingdom）、フランスの中央政府はフランス共和国政府（仏: Gouvernement de la République française）、中華人民共和国の中央政府は中華人民共和国中央人民政府（簡: 中华人民共和国中央人民政府）である。

## 概説
中央政府と各州政府、中央政府と地方政府との優先関係や力関係は、さまざまである。
たとえば米国では1788年の9州による憲法批准以降、正式に連邦政府となり、個々の州の承認によって中央政府が存在する、と決められた。つまり各州の政府のほうが根本的な存在である。まず第一に各州の政府に高度な主体性や行政権があり、中央政府も各州の高度な主体性や行政権を認めることで、はじめてその存在が認められている。もし州政府の高い主体性や自律性を認めないようなことがあれば、各州政府も「中央政府」を拒絶する可能性があり、そうなれば「中央政府」と呼ばれるものも実際には中央政府としては認められなくなる、という関係にある。
欧州連合（EU）は国家連合に近いもので、各国の独立性はかなり高いわけだが、EUに様々な機構が設置されてその政治が行われており、その中で欧州委員会が行政機能を担い、その欧州委員会が欧州連合の中央政府の機能をおおむね担っている。
それ以外の国では、米国や欧州とは反対に中央政府が各州や各自治体に対して優越するしくみになっていることも多い。中央政府があまりに各州や各自治体の政府の主体性や各州（各自治体）の住民の幸福をないがしろにするなどすると、対立が生じて緊張関係に陥り、それが高じると各州や各自治体が独立に向けた運動（独立運動）や独立戦争を起こすことにもなる。
たとえば米国は現在、一つの独立した国家として認められているが、もともとイギリス帝国の中の一領土であった時期があり、イギリス（の中央政府）がアメリカ大陸に移住した人々の意向や事情を軽視・無視したり蹂躙したことによって、アメリカでイギリスから独立しようとする運動が起きた。独立戦争（アメリカ独立戦争）により、イギリス（の中央政府）の側が敗北し撤退したことによって米国は成立している。つまり、アメリカに住む人々にイギリス政府（中央政府）は拒絶され、アメリカ人にとっては「中央政府」ではなくなり、あくまで「他国の政府」となった。

## 主要な国の中央政府

### アジア
- 日本国政府（日本）
- 中華人民共和国中央人民政府（中国）
- 香港特別行政区政府（香港）
- 中華民国政府（台湾）
- 大韓民国政府（韓国）
- 朝鮮民主主義人民共和国政府（北朝鮮）
- タイ王国政府（タイ）
- インド共和国政府（インド）

### 欧米
- アメリカ合衆国連邦政府（アメリカ）
- カナダ政府（カナダ）
- イギリス政府（イギリス）
- フランス共和国政府（フランス）
- ドイツ連邦共和国連邦政府（ドイツ）
- オーストリア共和国連邦政府（オーストリア）
- イタリア共和国政府（イタリア）
- ロシア連邦政府（ロシア）
- ウクライナ政府（ウクライナ）